# Árborg
Árborg (isländisch Sveitarfélagið Árborg „Gemeinde Árborg“) ist eine Gemeinde im Süden von Island.
Wichtige Orte sind Selfoss, Eyrarbakki und Stokkseyri.
Am 1. Januar 2023 hatte Árborg 11.239 Einwohner.

## Geografie
Die Gemeinde liegt im Süden von Island, östlich der Gemeinde Ölfus, südlich des Sees Þingvallavatn und westlich von Hvolsvöllur. Im Süden grenzt sie an den Nordatlantik, an dem die kleinen Hafenorte Eyrarbakki und Stokkseyri liegen.
Durch die Gemeinde fließt die Ölfusá, etwa 3 km von Selfoss entfernt befindet sich der Tafelvulkan Ingólfsfjall.

## Geschichte
Die Gemeinde entstand am 7. Juni 1998 aus dem Zusammenschluss der bis dahin selbständigen Landgemeinden Eyrarbakki (Eyrarbakkahreppur), Sandvík (Sandvíkurhreppur) und Stokkseyri (Stokkseyrarhreppur) mit der Stadt Selfoss (Selfosskaupstaður).

## Selfoss
Selfoss mit 9624 Einwohnern (Stand: 1. Januar 2023) ist ein wichtiges Handelszentrum der Region.

## Stokkseyri

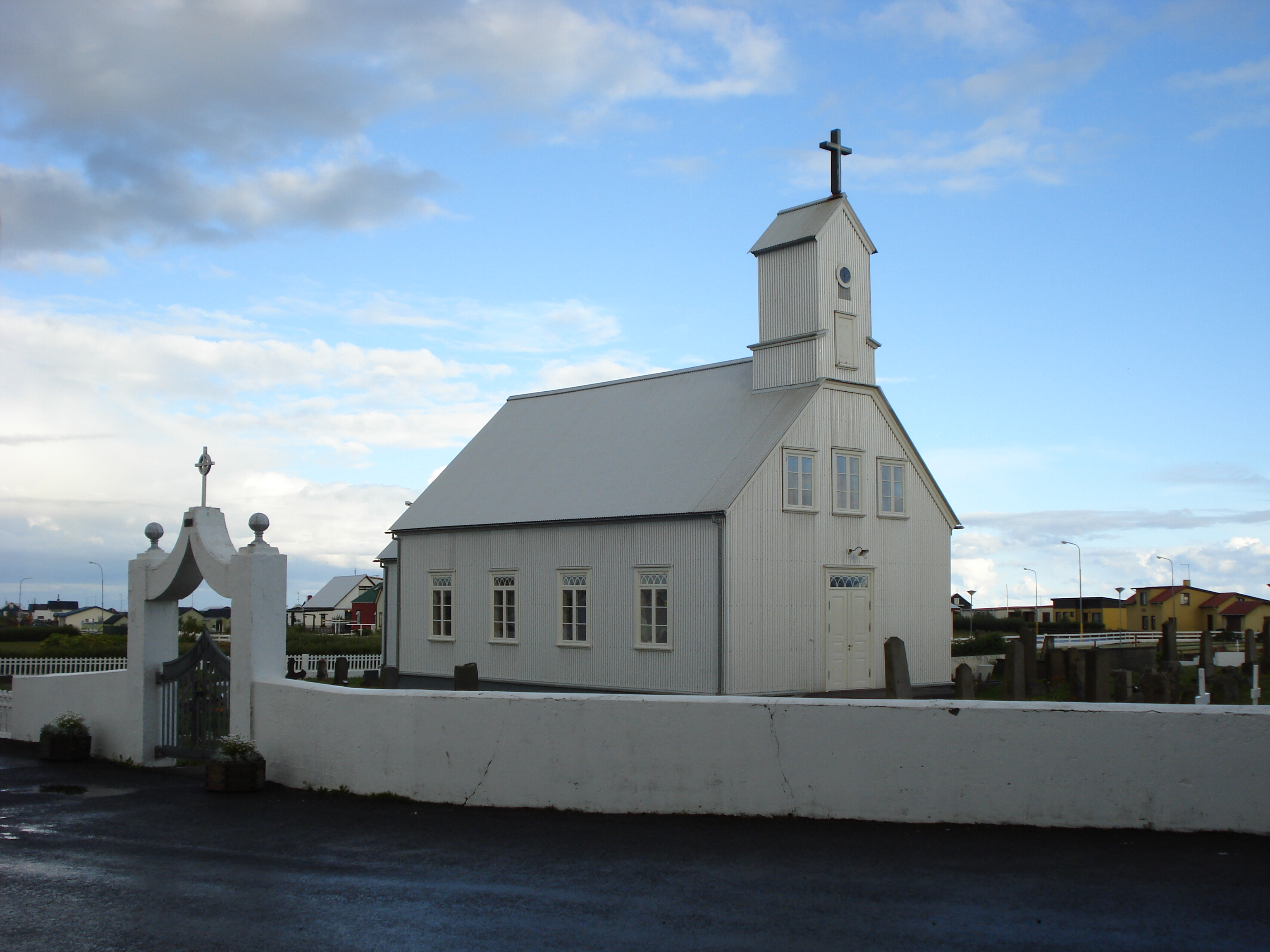
Stokkseyrarkirkja

Stokkseyri ist ein Fischerhafen an der Südküste Islands unweit von Selfoss und hatte am 1. Januar 2011 455 Einwohner. Der Ort liegt südlich des Fischerortes Eyrarbakki und westlich von Selfoss.

### Geschichte
Die Gegend ist seit der Zeit der Landnahme bewohnt. Schon vor der Reformation gab es in Stokkseyri eine Kirche, die der hl. Maria geweiht war. Früher lebte man hier von Fischfang und Landwirtschaft, während heute die Mehrzahl der Einwohner nach Selfoss oder Reykjavík pendelt. 1886 wurde die Stokkseyrarkirkja in Stokkseyri aus Holz mit 150 Sitzplätzen erbaut.
Die Holzkirche Gaulverjabæjarkirkja im Weiler Gaulverjabær östlich von Stokkseyri ist von 1909.

### Wirtschaft und Dienstleistungen
Im Ort befinden sich eine Gesamtschule, Kirche, Bibliothek sowie ein Schwimmbad. Dort gibt es ein Elfen- und Trolle-Museum sowie ein Restaurant, das Hummerkrabben und Lamm anbietet.

### Freizeit und Tourismus
Zahlreiche Sommerhäuser befinden sich im Ort oder in seiner Nähe. Die Gegend eignet sich mit dem Strand zu Wanderungen, Reit- und Kajakausflügen.

## Eyrarbakki
Eyrarbakki mit 620 Einwohnern (Stand: 1. Januar 2023) ist ein Fischer- und Hafenort.

## Einwohnerentwicklung
Árborg hatte zwischen 1997 und 2008 wegen der Nähe zur Hauptstadt Reykjavík und einem entsprechenden Wirtschaftsboom einen ungewöhnlich großen Bevölkerungszuwachs zu verzeichnen (+ 33 %).
| Datum        | Einwohner |
| ------------ | --------- |
| 1. Dez. 1997 | 5.472*    |
| 1. Dez. 2003 | 6.326     |
| 1. Dez. 2004 | 6.522     |
| 1. Dez. 2005 | 6.961     |
| 1. Dez. 2006 | 7.280     |
| 1. Dez. 2007 | 7.429     |
| 1. Dez. 2008 | 7.817     |
| 1. Dez. 2009 | 7.933     |
| 1. Dez. 2010 | 7.812     |

* (Gebietsstand von 1998)

## Partnerstädte

### Von Selfoss
- Silkeborg (Dänemark)
- Arendal (Norwegen)
- Kalmar (Schweden)
- Savonlinna (Finnland)
- Aasiaat (Grönland)
- Fuglafjørður (Färöer)

### Von Eyrarbakki
- Kalundborg (Dänemark)
- Lillesand (Norwegen)
- Nynäshamn (Schweden)
- Kimito (Finnland)